# South Oroville
South Oroville es un lugar designado por el censo ubicado en el condado de Butte, California, Estados Unidos. Según el censo de 2020, tiene una población de 3235 habitantes.
En los Estados Unidos, un lugar designado por el censo (traducción literal de la frase en inglés census-designated place, CDP) es una concentración de población identificada por la Oficina del Censo exclusivamente para fines estadísticos.
A todos los efectos prácticos, la zona es un barrio de la ciudad de Oroville.

## Geografía
La localidad está ubicada en las coordenadas 39°28′36″N 121°32′38″O / 39.47667, -121.54389 (39.476676, -121.543937). Según la Oficina del Censo, tiene un área total de 6,88 km², correspondientes en su totalidad a tierra firme.

## Demografía
Según la Oficina del Censo, en 2000 los ingresos medios de los hogares de la localidad eran de $23,783 y los ingresos medios de las familias eran de $28,073. Los hombres tenían unos ingresos medios de $27,162 frente a $20,547 para las mujeres. La renta per cápita era de $9,823. Alrededor del 34.8% de la población estaba por debajo del umbral de pobreza.
De acuerdo con la estimación 2015-2019 de la Oficina del Censo, los ingresos medios de los hogares de la localidad son de $46,917 y los ingresos medios de las familias son de $41,983. Alrededor del 39.7% de la población está por debajo del umbral de pobreza.
Según el censo de 2020, el 60.80% de los habitantes son blancos, el 12.06% son asiáticos, el 4.27% son amerindios, el 2.04% son afroamericanos, el 0.31% son isleños del Pacífico, el 9.06% son de otras razas y el 11.47% son de una mezcla de razas. Del total de la población, el 20.03% son hispanos o latinos de cualquier raza.